# Bevaix

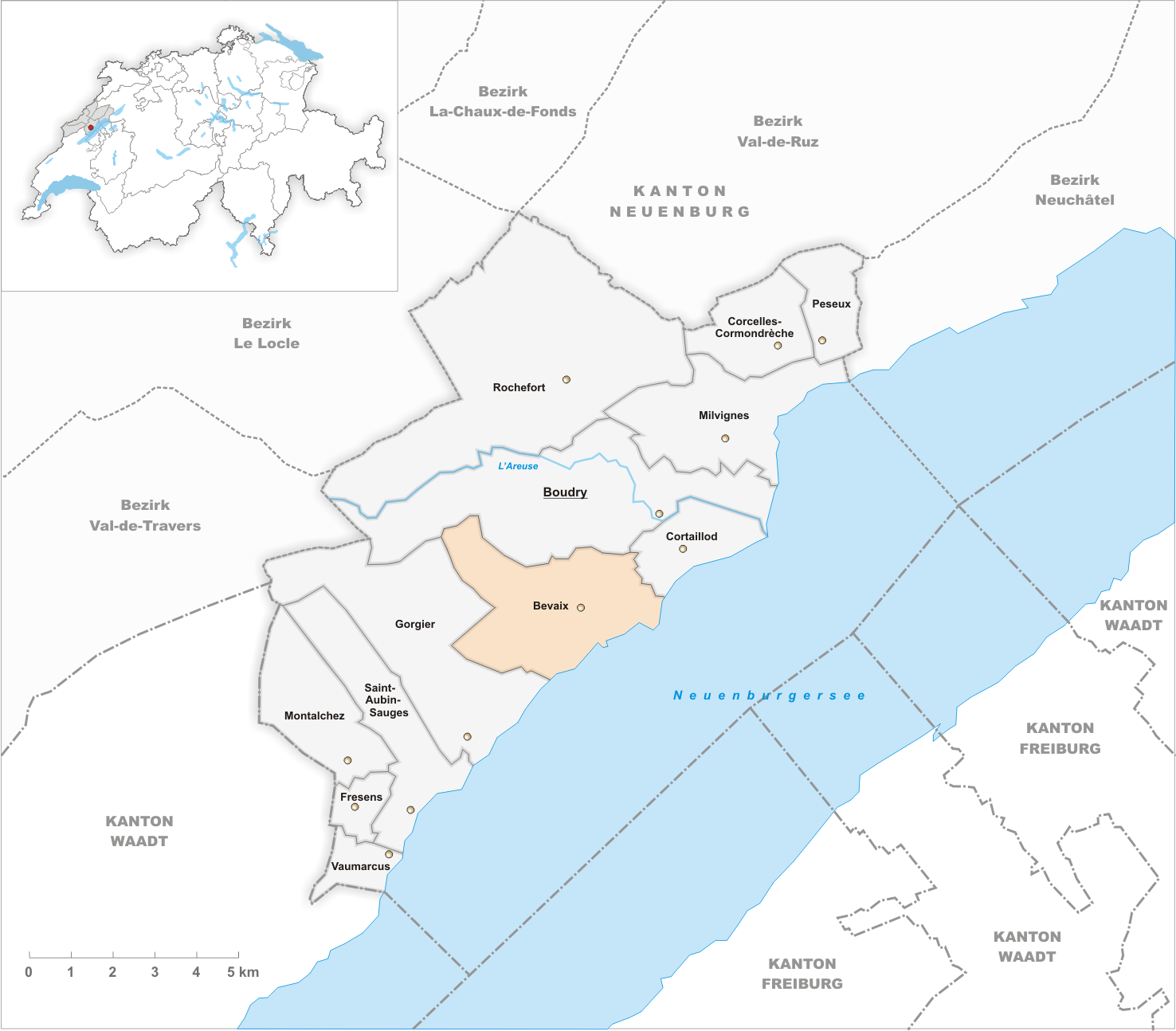
Gemeindestand vor der Fusion am 1. Januar 2018

Bevaix war bis zum 31. Dezember 2017 eine politische Gemeinde im Distrikt Boudry des Kantons Neuenburg in der Schweiz.

## Geographie
Bevaix liegt auf 475 m ü. M., elf Kilometer südwestlich der Kantonshauptstadt Neuchâtel (Luftlinie). Das Dorf erstreckt sich auf einer dem Jurasüdfuss vorgelagerten Ebene, die rund 50 m höher als das Ufer des Neuenburgersees liegt.
Die Fläche des 10,8 km² grossen Gemeindegebiets umfasst einen Abschnitt am nordwestlichen Ufer des Neuenburgersees im Bereich der Landspitze Pointe du Grain. Der See besitzt hier nur einen schmalen, teils sumpfigen und mit Schilf bestandenen Uferstreifen, dahinter steigt das Land schnell um rund 50 m auf die Ebene von Bevaix an. Nach Westen erstreckt sich der Gemeindeboden über den dicht bewaldeten Hang (Forêt de Bevaix) bis auf die Montagne de Boudry auf der Antiklinale der vordersten Jurakette. Hier wird mit 1335 m ü. M. der höchste Punkt von Bevaix erreicht. Von der Gemeindefläche entfielen 1997 13 % auf Siedlungen, 48 % auf Wald und Gehölze, 38 % auf Landwirtschaft, und etwas weniger als 1 % war unproduktives Land.
Zu Bevaix gehören der Weiler L’Abbaye (471 m ü. M.) an der Kante der Ebene vor dem Steilabfall zum Neuenburgersee, einige Ferien- und Wochenendhäuser am Seeufer sowie zahlreiche Einzelhöfe und eine Jugendherberge namens La Rouvraie. Nachbargemeinden von Bevaix sind Gorgier, Boudry und Cortaillod.

Historisches Luftbild von Werner Friedli von 1954

## Bevölkerung
| Bevölkerungsentwicklung | Bevölkerungsentwicklung |
| Jahr                    | Einwohner               |
| ----------------------- | ----------------------- |
| 1850                    | 740                     |
| 1900                    | 1074                    |
| 1950                    | 1217                    |
| 1960                    | 1407                    |
| 1970                    | 1945                    |
| 1980                    | 2601                    |
| 1990                    | 3375                    |
| 2000                    | 3603                    |
| 2017                    | 3784                    |

Mit 3784 Einwohnern (Stand 31. Dezember 2017) gehörte Bevaix zu den grösseren Gemeinden des Kantons Neuenburg. Von den Bewohnern sind 86,6 % französischsprachig, 5,1 % deutschsprachig und 2,4 % italienischsprachig (Stand 2000). Seit 1950 wurde eine starke Bevölkerungszunahme verbunden mit einer Verdreifachung der Einwohnerzahl von Bevaix verzeichnet.

## Politik
Die Stimmenanteile der Parteien anlässlich der Nationalratswahl 2015 betrugen: FDP 30,6 %, SP 27,3 %, SVP 19,4 %, GPS 7,1 %, PdA 6,4 %, glp 3,8 %, CVP 3,1 % und BDP 1,0 %.

## Wirtschaft
Bevaix war bis ins 20. Jahrhundert ein vorwiegend durch die Landwirtschaft geprägtes Dorf. In der Umgebung des Ortes wird Ackerbau betrieben, die steilen Südhänge entlang des Seeufers und in einem Erosionstal östlich des Dorfes eignen sich optimal für den Weinbau. Die Industrie konzentriert sich heute auf die Mikrotechnik und das Baugewerbe. In La Tuilerie am Seeufer befindet sich eine alte Ziegel- und Backsteinfabrik. In den letzten Jahrzehnten hat sich Bevaix zu einer Wohngemeinde entwickelt, von der viele Erwerbstätige wegpendeln und vor allem in der Region Neuchâtel arbeiten.

## Verkehr
Bevaix ist verkehrstechnisch sehr gut erschlossen. Es liegt an der Hauptstrasse 5 von Neuchâtel nach Yverdon. Schon seit längerer Zeit gibt es eine lokale Dorfumfahrung. Auf dem Trassee dieser Umfahrung wurde die Autobahn A5 gebaut, die im Mai 2005 dem Verkehr übergeben wurde. Am 7. November 1859 wurde die Eisenbahnlinie Yverdon–Neuchâtel mit einem Bahnhof in Bevaix eröffnet. Für die Feinverteilung im öffentlichen Verkehr sorgt die Buslinie, die von Boudry via Bevaix nach Saint-Aubin-Sauges verkehrt.

## Geschichte
Bevaix kann auf eine sehr lange Siedlungstradition zurückblicken, was durch Funde von Überresten von Uferrandsiedlungen aus der Jungsteinzeit und der Bronzezeit bezeugt wird. Zwei Statuenmenhire, ein Menhir und ein Gräberfeld der Urnenfelderkultur sind ebenfalls in dieser Zeit anzusiedeln. Auch während der Römer- und der Burgunderzeit war das Gebiet um Bevaix bewohnt.
Die erste schriftliche Erwähnung des Ortes erfolgte 998 unter dem Namen villa Bevacensi, als das Priorat Bevaix von einem Edlen namens Rudolf gegründet und mit einem Güterbesitz, der etwa den heutigen Gemeindegrenzen entsprach, ausgestattet wurde. Das Kloster gehörte zunächst der Abtei Cluny, kam aber 1139 (damals erschien die Bezeichnung Betuaci) an das Kloster Romainmôtier. Seit 1263 teilten sich der Prior, die Herren von Gorgier und diejenigen von Colombier die Herrschaft über den Klosterbesitz. Die Schirmherrschaft über das Kloster hatten die Grafen von Neuenburg inne. Schon zu Beginn des 15. Jahrhunderts war das Priorat in einem schlechten Zustand und zerfiel nach der Reformation. Heute steht an der Stelle des ehemaligen Klosters ein Gehöft.
Nach der Auflösung des Priorats übernahmen die Herren von Colombier die Herrschaft über Bevaix, 1564 kam der Besitz an die Grafen von Neuenburg. Seit 1648 war Neuenburg Fürstentum und ab 1707 durch Personalunion mit dem Königreich Preussen verbunden. 1806 wurde das Gebiet an Napoleon I. abgetreten und kam 1815 im Zuge des Wiener Kongresses an die Schweizerische Eidgenossenschaft, wobei die Könige von Preussen bis zum Neuenburgerhandel 1857 auch Fürsten von Neuenburg blieben. Bevaix bildete dabei zivilrechtlich eine Mairie, die 1832 mit der Burgvogtei Boudry zusammengeschlossen wurde.

## Sehenswürdigkeiten
Die reformierte Dorfkirche von Bevaix wurde 1605 errichtet und enthält romanische Bauteile des ehemaligen Priorats. Neben der Kirche steht das Hôtel de Commune aus dem 18. und 19. Jahrhundert. Das Schloss ist ein 1722 erbautes barockes Herrenhaus. Im Ortskern sind einige Bürgerhäuser aus dem 17. bis 19. Jahrhundert erhalten, darunter das Maison Chambrier von 1746–47.